# Ann Edholm
Ann Ingrid Paula Edholm, född 21 april 1953 i Saltsjöbaden, är en svensk målare och tecknare. Hon bor och är verksam i Lid norr om Nyköping.  
Ann Edholm arbetar framförallt med måleri och teckning. Hennes målningar karaktäriseras av geometriska former som cirklar och fyrhörningar samt stora enhetliga färgfält på stora canvas. Ofta har hennes senare verk kommit att indirekt referera till hennes egen mors berättelser om bombräderna mot Berlin under andra världskrigets sista dagar eller till de judiska deportationerna under nazismen. I hennes utställning på Galerie Nordenhake, Berlin 2014, hämtades inspiration till några av målningarna från de 4 foton som togs i Auschwitz under andra världskriget. 
Ann Edholm utbildade sig på Gerlesborgsskolan i Stockholm 1977–1978 och 1980–1981 samt på Kungliga Konsthögskolan i Stockholm 1981–1986. Hon var professor i måleri vid Kungliga Konsthögskolan 1992–1998 och vid Konsthögskolan Valand i Göteborg 1999–2002. Hon blev ledamot av Konstakademien 1999. Edholm hade sin första separatutställning 1985 vid Galleri Elva i Stockholm. Sedan dess har hon ställt ut runt om i Sverige på många institutioner, bland annat Vida konstmuseum, Öland (2011), Millesgården, Lidingö (2007), Göteborgs konstmuseum (2003) och Uppsala konstmuseum (2003). Hon har även deltagit i ett flertal grupputställningar på bland annat, Moderna museet, Stockholm (2010), Immanuel Kant State University, Königsberg (2006), IASPIS i Stockholm (1999), Rooseum, Malmö (1996 och 1992) och Frankfurter Kunstverein i Frankfurt am Main (1995). 
2012 tilldelades Ann Edholm Carnegie Art Awards andrapris. Hon har på uppdrag fått utsmycka FN:s ECOSOC-sal i New York. Utsmyckningen består av en stor ridå som hänger längs fönsterväggen i salen. Ridån är i orange och vitt och består av många taggar med starkt uttryck. Enligt henne själv ska den få FN ledarna att vilja ta beslut. Hon mottog Prins Eugen-medaljen 2016. 
Edholm finns representerad vid bland annat Nordiska Akvarellmuseet,  Göteborgs konstmuseum, Skissernas museum, Norrköpings konstmuseum, Nationalmuseum och Moderna museet i Stockholm samt Statens konstråd.
2019 presenterades Ann Edholms verk i en separatutställning på Bildmuseet, Umeå Universitet: Tungan på Ordet från 2019-11-15 till 2020-04-12.

## Offentliga verk i urval
- Tango d'amour, 1998, Lärarutbildningshuset, Umeå universitet
- Transire, 2005, Nya Tingshuset i Helsingborg
- Sirenerna, målning i entré, 2007, kvarteret Stettin på Gärdet i Stockholm
- Musse möter ljuset, installation, 2007, i Värnhemsskolan i Malmö
- Utsmyckning av gångtunnel, svart glaskakel och vitt, matt keramiskt kakel i svarta och vita ränder, av skyddsrumsdörrpartier med målning och kakelbeklädnad, 2008, tunnelbanestationen Blåsut i Stockholm[10]
- Dialogos, 2013, ridå till Rådet för ekonomiska och sociala frågors sal i FN:s högkvarter i New York